# Gastronomia llevantina
La gastronomia llevantina o gastronomia shami (de l'àrab, مطبخ شامي mutbaj shami) és la cuina tradicional del Llevant mediterrani, en el sentit de la zona corresponent a l'antiga Síria otomana; és a dir Síria, Líban, Palestina i Jordània. Al món àrab la regió és coneguda com a País de Sham (Bilad ash-Shām).
S'engloba en allò que es coneix internacionalment com a gastronomia àrab. La cuina té similituds amb la cuina egípcia, la cuina nord-africana i la cuina otomana, i també amb les cuines grega i turca. És particularment conegut per les seves varietats mezze de plats calents i freds, sobretot entre ells ful medames, hummus, tabbouleh i baba ghanoush, acompanyats de pa.

## Història

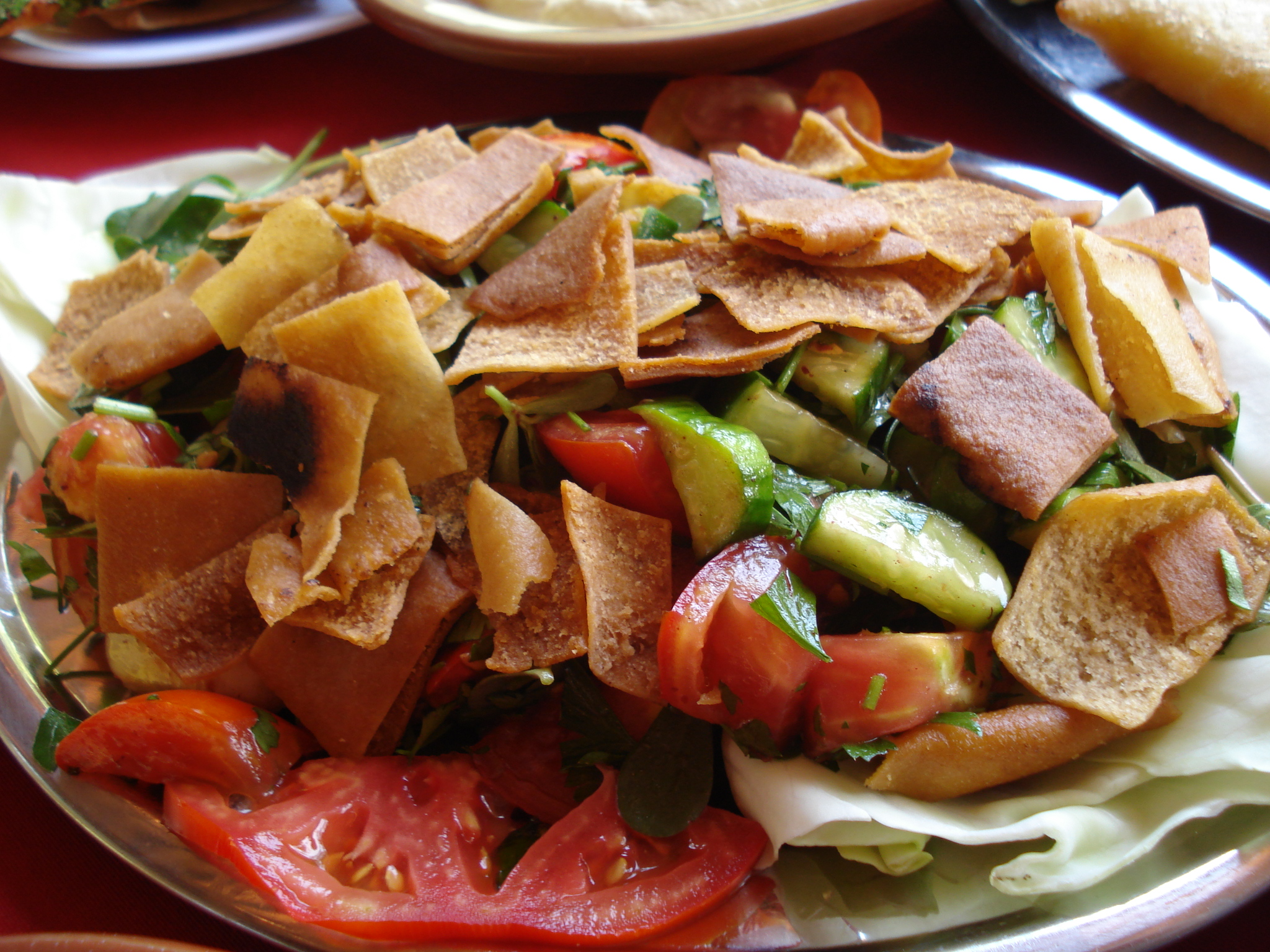
Fattoush, una amanida de hubz fregit amb diverses hortalisses.

La història de la cuina llevantina es remunta a les primeres civilitzacions que van florir a la regió, com ara els cananeus, israelites, fenicis i hitites. Aquestes cultures antigues van desenvolupar sistemes agrícoles complexos, produint grans, llegums, fruites i verdures que es convertirien en elements bàsics de la dieta llevantina. El pa, l'oli d'oliva i el vi van formar part de la cuina des del principi, i ho continuen sent avui dia.

## Característiques

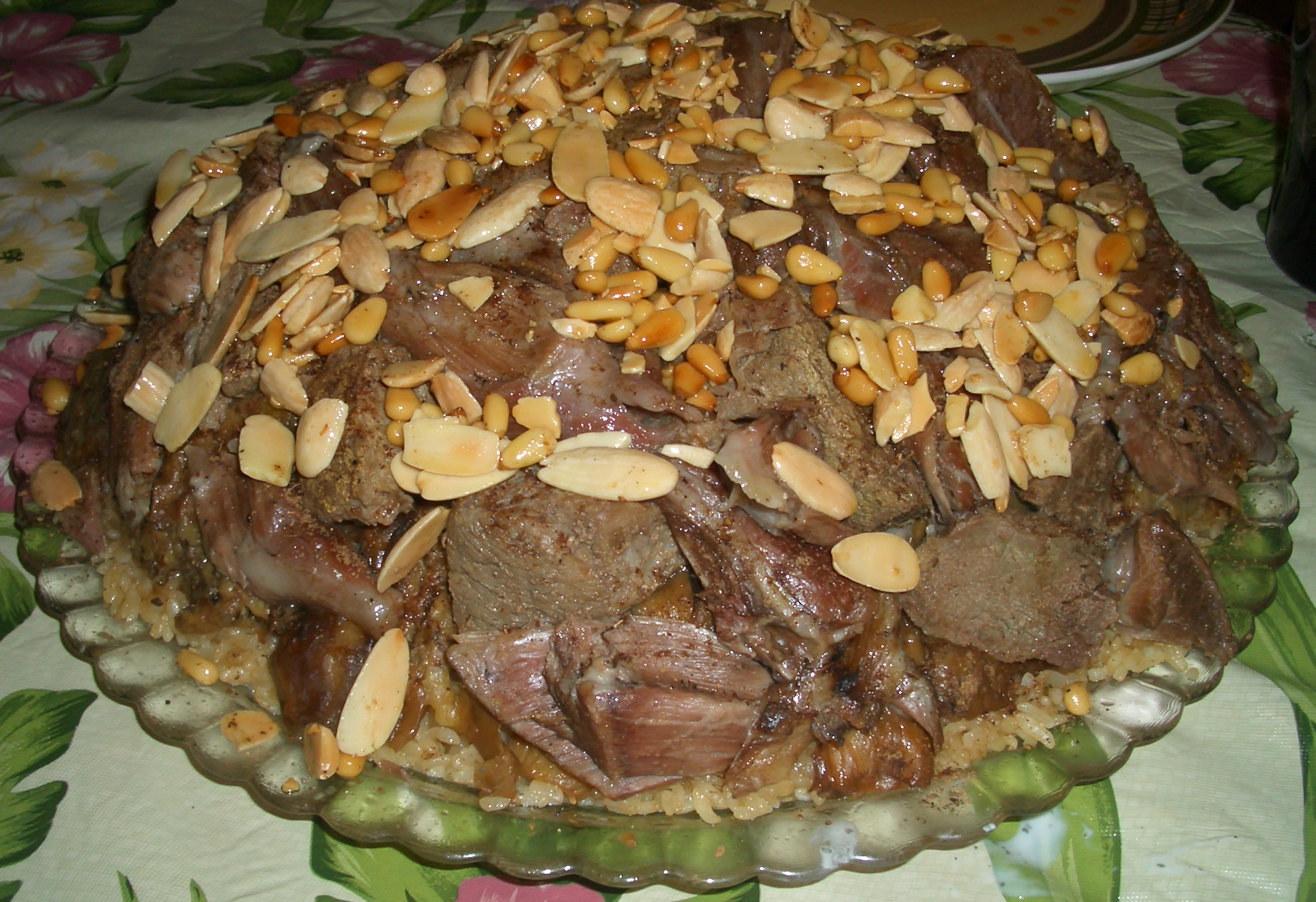
Maqluba (literalment «boca-avall»), una cassola d'arròs que inclou carn, arròs i vegetals fregits col·locats en una olla, que després es volteja quan se serveix.

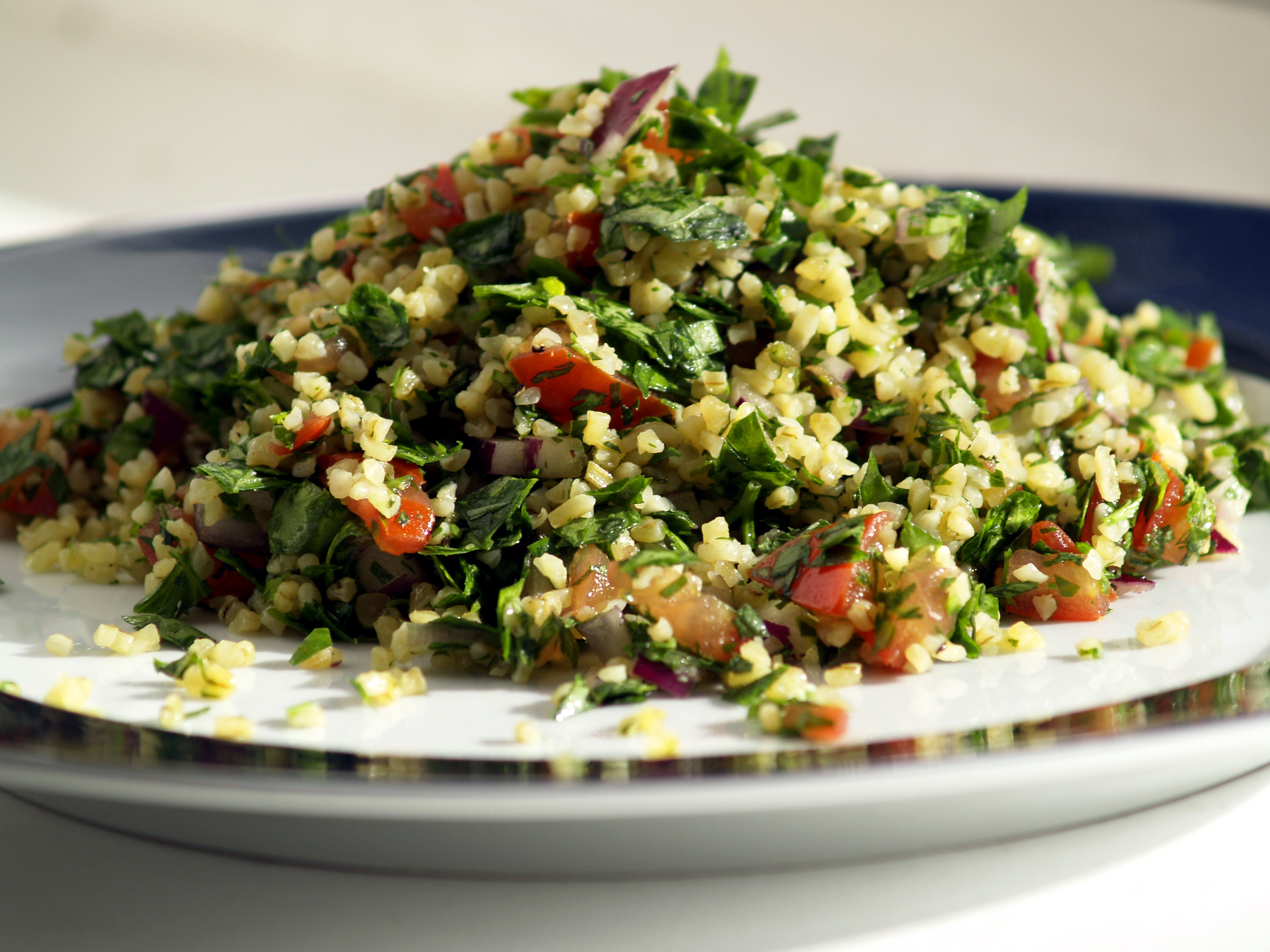
Tabbouleh, amanida d'abundant julivert finament picat

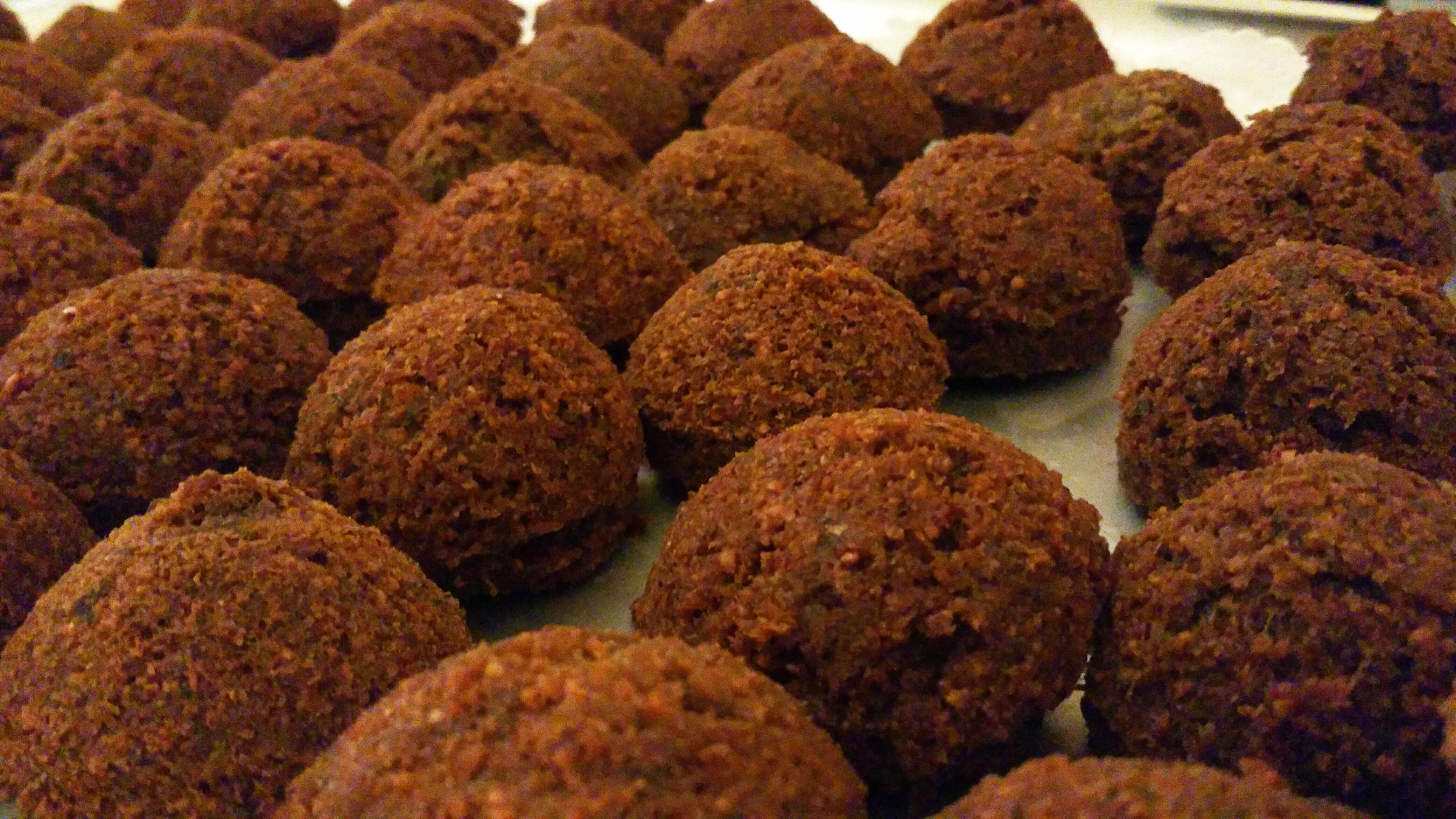
Fileres de falàfels, una mena de croquetes fregides libaneses fetes de cigrons

La gastronomia llevantina forma part de la dieta mediterrània, Patrimoni de la Humanitat, i com a tal, comparteix una gran varietat d'ingredients del Mediterrani com l'oli d'oliva i les olives, el blat, la llet i els seus derivats (iogurt grec i formatges, com el shanklish), llegums com el cigró, l'arròs, espècies aromàtiques com l'orenga, la farigola, el pebre, el comí, el sèsam (del qual se'n fa tahini) o el sumac (per exemple, la típica barreja d'espècies anomenada zaatar), adobats com els cogombres, una gran varietat de fruites (albercocs, taronges, llimones, codonys, figues, pomes, magranes...), hortalisses (albergínies, cebes, tomàquet, cogombres, pebrot...) , melmelades, herbes com el julivert o el coriandre, fruita seca com l'ametlla o el pistatxo i carns de pollastre, de xai i de vedella.
Tradicionalment la cuina llevantina no es presenta com a menú («un primer, un segon i unes postres», l'estructura clàssica europea), sinó com a petits plats que es poden combinar al gust (semblant a les tapes espanyoles). Aquest format, anomenat mezze (مزة) o muqabbilat (مقبلات) és típic de diverses cultures de la Mediterrània oriental, com la grega o la turca, i es pot traduir per aperitius o entremesos. Tots els plats se serveixen alhora, sempre acompanyats per pa àrab o pita (خبز hubz) i són compartits per tots els comensals. El pa pita és un acompanyament essencial ja que fa les vegades de cobert: se sol donar al pa forma cònica i amb aquest es porta a la boca el menjar.
Una altra característica de la cuina llevantina és la dissimilitud entre els plats que es preparen de forma casolana a les llars, com el kusa mahshi, la mulukhiyah o el bamie, i els que s'ofereixen als restaurants, com el shawarma, el frikeh o el baba ganush. Aquests últims són els que tenen més ressò internacional. L'arròs és un ingredient bàsic a la cuina del Llevant i mai es cuina sol, sempre amb fideus (ارز بالشعرية ruz bil shareyah).
Pel que fa a begudes, el Llevant té una marcada tradició de cafè àrab, així com tes de tota mena, i infusions típiques com zuhurat shamíe (flors del Sham). Així mateix, el mate és una beguda comuna portada per immigrants que van anar i tornar de l'Argentina. El Qamar al-Din és una beguda típica de Damasc a base d'albercoc. Pel que fa a destil·lats, és famós l'arak (destil·lat alcohòlic d'anís), produït per les comunitats cristianes, així com el vi.
La cuina llevantina compta amb nombroses postres com els baklava (pastissets de pasta fil·lo), barazek (galetes de sèsam), kanafeh (pastissets de formatge), namourah (bescuits aromatitzats) o awameh (massa fregida amb canyella).
A Occident és comú creure que plats com el cuscús o la pastilla es consumeixin en aquesta àrea, però són exclusius del Magrib.

## Geografia i clima

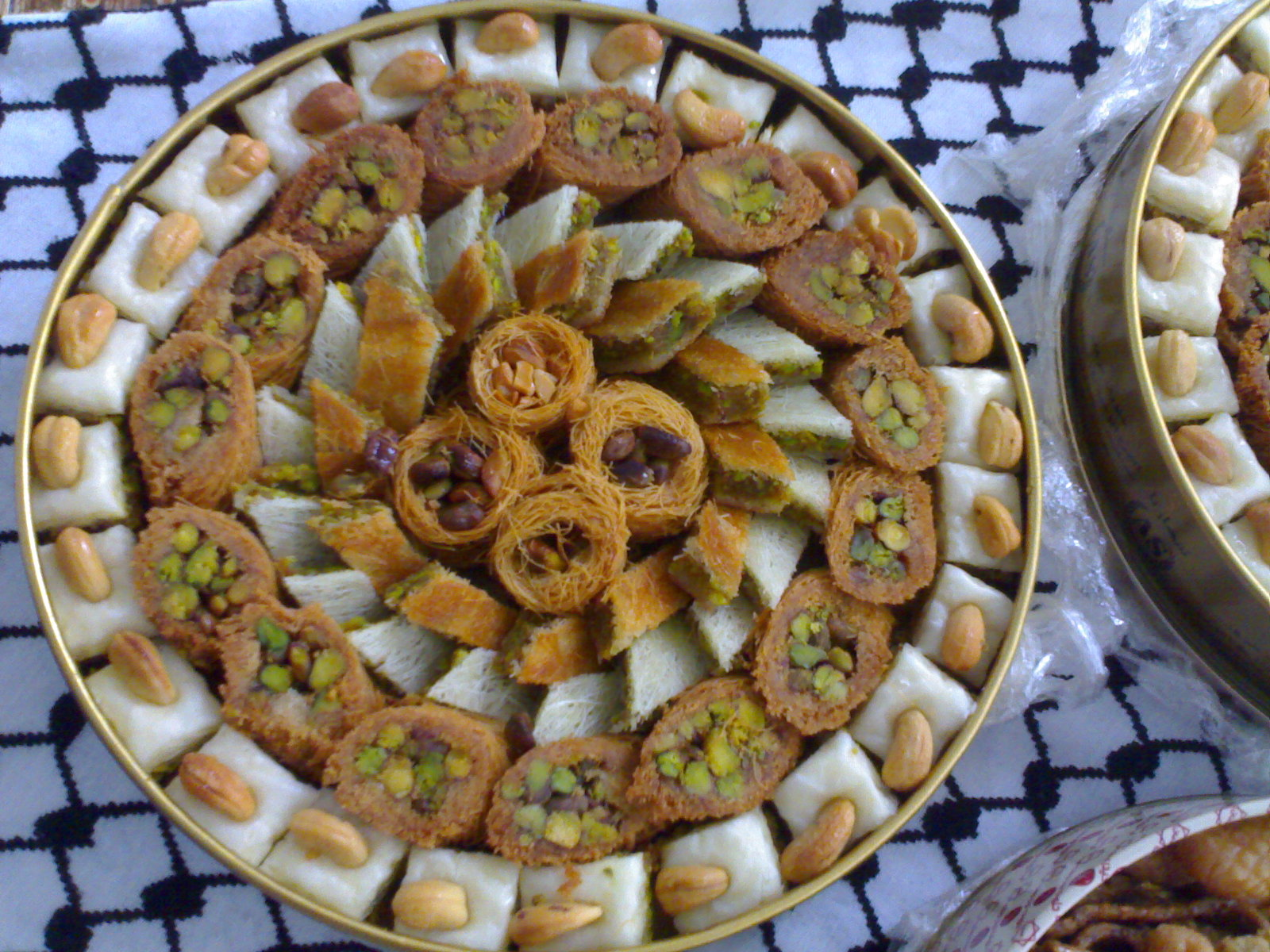
Assortiment de dolços baklava.

Abans de la Primera Guerra Mundial, tota la regió rebia el nom de Síria, que limitava amb la moderna Turquia al nord, Egipte i Aràbia Saudita al sud, el desert sirià i l'Iraq a l'est i la mar Mediterrània a l'oest. La partició de la regió en països petits va ser fruit de la colonització anglo-francesa (1926) i l'establiment de l'Estat d'Israel (1948).
La franja costanera té un clima típicament mediterrani, amb hiverns suaus i estius calorosos, l'aire de la Mediterrània atrau les pluges a aquesta zona, i és la més fèrtil i poblada. Aquestes pluges difícilment poden entrar més a l'interior del país, a causa de diferents relleus com la serralada del Líban o la serralada litoral siriana. Darrere d'aquestes muntanyes es troba la Depressió central, on es combinen paisatges d'estepa àrida amb valls fèrtils. El clima en aquesta àrea és semiàrid, permetent un conreu de secà com el blat, i de regadiu a la riba dels grans rius com l'Orontes o l'Eufrates. A l'extrem oriental es troba el desert sirià o desert del Sham, on és impossible el cultiu per la manca de pluges i els seus habitants són majoritàriament beduïns nòmades.